# 奧列克西伊夫卡 (卡蘭恰克區)
46°3′58″N 33°26′45″E / 46.06611°N 33.44583°E
奧列克西伊夫卡（烏克蘭語：Олексіївка）是位於烏克蘭南部的村莊，由赫爾松州斯卡多夫斯克區的卡蘭恰克市鎮負責管轄。該村始建於1936年，面積31.4平方公里，海拔高度3米，2001年人口558，人口密度每平方公里17.8人。